# 巴特沃里斯霍芬
巴特沃里斯霍芬（德語：Bad Wörishofen，發音：[baːt ˌvøːʁɪsˈhoːfn̩] ⓘ）是德国巴伐利亚州施瓦本行政区下阿尔高县的城市，面积57.79平方千米，2023年12月31日人口为17,683人。